# Alpaida haligera
Alpaida haligera är en spindelart som först beskrevs av Archer 1971.  Alpaida haligera ingår i släktet Alpaida och familjen hjulspindlar. Inga underarter finns listade i Catalogue of Life.